# A Rose Is
Die Künstlergruppe A Rose Is (Eigenschreibweise durchgehend klein) ist eine Künstlergruppe aus Musikern, Schauspielern, Regisseuren, Szenographen und anderen performativen Künstlern aus verschiedenen europäischen Ländern, die an experimentellen Theaterformen zwischen Performance, Schauspiel, Musiktheater und Installation arbeitet. Das Zentrum der Gruppe ist Berlin.

## Beispiele von Performances

### Machone @ X Wohnungen
Im Juni 2004 bespielte die Gruppe Privatwohnungen in den Berliner Bezirken Kreuzberg und Lichtenberg. Die Besucher begaben sich jeweils zu zweit auf einen Parcours, der sie durch die Wohnungen führte.
Julian Klein und Hannah Groninger installierten für die Dauer von ca. einer Woche eine fiktive Wohngemeinschaft in den Räumen der Kreuzberger Hiphopper Machone und Juscha. Es entstand eine Dauerparty mit Figuren und Musik aus dem Leben der Bewohner.
Einer der Höhepunkte der ersten HAU-Spielzeit… Unterwegs wurde der fremde Mit-Zuschauer zum Sparringpartner, der jede neue Geschichte interpretieren half. Wer zum Beispiel in der von Kindern durchtobten Schmuddel-WG, in die Hannah Groninger und Julian Klein eingegriffen hatten, war Schauspielschüler, wer Originalbewohner?… Auf diesem sozialutopischen Spaziergang durch Kreuzberg gerieten die Grenzen zwischen Realität und Kunst kräftig ins Schwingen. (Eva Behrendt, theater heute Jahrbuch, „Das Theater des Jahres 2004“, Hebbel am Ufer (HAU)).

### Brain Study
Die Brain Study (als „Installation für vernetzte Gehirn-Spieler“ bezeichnet) ist eine in Zusammenarbeit mit dem Hirnforscher Marc Bangert entwickelte Klanginstallation, in der ein Ensemble aus Performern ein Modell eines Gehirns bildete. Deren Hirnaktivität wurde per EEG gemessen und mit Hilfe einer Software in Klang und Lichtprojektionen übersetzt. Die biologischen Rhythmen blieben jeweils unverändert, sie bildeten das klangliche Material der Installation. Über ein akustisches Biofeedback kontrollierten die Darsteller teilweise ihre Hirnströme. Sie waren untereinander derart vernetzt, dass sie über ihre Aktivität ähnlich funktionalen Arealen eines Gehirns miteinander kommunizierten. Es entstand eine Parallele zu einem neuralen Netz aus Gehirnen.

## Institut für künstlerische Forschung
Im Jahr 2008 gründeten A Rose Is zusammen mit dem Radialsystem V Berlin das IKF – Institut für künstlerische Forschung Berlin. Zusammen mit 37 internationalen Institutionen ist das !KF Gründungsmitglied der Society for Artistic Research , die auch die Internet-Fachzeitschrift Journal for Artistic Research für künstlerische Forschung herausgibt.

## Projekte (Auszug)
1997/1998
- O, szenische Sinfonie von Julian Klein – Regie: Kristina Lösche-Löwensen

1998/1999
- Auguste Bolte von Kurt Schwitters und Gregor Schwellenbach – Regie: Kristina Lösche-Löwensen
- Par une forêt des symboles von Vinko Globokar – Regie: Catharina Fleckenstein
- Streichquartett Nr. 5 von Julian Klein
- Writings etcetera von Heiner Goebbels – Regie: Manfred H. Wenninger

1999/2000
- Innen – ich denke ich bin von Julian Klein, ausgezeichnet mit dem Kurt-Magnus-Preis der ARD

2000/2001
- Is Art: Performance-Reihe
- 2wo in Us
- 3hree to Gather
- 4our for Four
- M'Ocean

2001/2002
- Wir erinnern nicht, Musiktheater
- Brain Study, Installation für vernetzte Gehirn-Spieler (Radio-Version)
- Bucks Traum mit Christian Buck als Träumer

2002/2003
- Adsense Concert
- Weiss weiter weit von Antoine Beuger (Musik) und Els van Riel (Film)
- Platzende Kometen, Film-Musik-Theater nach Paul Scheerbart von Stephan Schneider (Musik) und Andreas Lorenschat (Film)
- Das Behr-Khyrsh-Projekt von Moritz Eggert (Musik) und Andreas Simon (Film)

2003/2004
- Adsense Lecture
- Machone @ X Wohnungen von Hannah Groninger (Raum) und Julian Klein (Regie)
- Brain Study, Performance-Installation für vernetzte Gehirn-Spieler (Live Version), ausgezeichnet mit dem Danzer-Preis

2004/2005
- Adsense Salon
- Windows, Opernskizze von Julian Klein
- Big in Bombay Constanza Macras/Dorky Park

2006/2007
- Adsense reflex
- I'm Not the Only One Constanza Macras/Dorky Park
- Sure – Shall We Talk About It Constanza Macras/Dorky Park

2007/2008
- HUM – Die Kunst des Sammelns, Museum für Naturkunde (Berlin)
- Brickland, Constanza Macras/Dorky Park

2009/2010
- Emolution Workshop, Radialsystem V Berlin
- Oxybox, Akademie der Künste Berlin
- Brain Check, Sophiensaele

2011
- Hans Schleif, Deutsches Theater Berlin und Schauspielhaus Zürich

2012
- On the Wild Side, Documenta 13 Kassel
- Reading Ciaccona / The Art of Listening, Radialsystem V Berlin
- Per.Spice!, Forum künstlerische Forschung, Sophiensaele Berlin
- The Sun Sets in the West, Dock11 Berlin

2013
- Infame Perspektiven, Sophiensaele Berlin und Uferstudios Berlin
- Idem – Identität, Hebbel am Ufer 1 Berlin und Nordwind Festival

2015
- Der Ballon – ein deutscher Fall, Radialsystem V Berlin

## Personen

### Mitwirkende
Zu den Mitwirkenden an Produktionen der Gruppe A Rose Is und des !KF – Institut für künstlerische Forschung zählen
- Tokunbo Akinro (voc), Christian Buck (git), Sara Hubrich (vl), Kristina Lösche-Löwensen (vl), Almut Lustig (dr), Eva Müllenbach (cemb), Ulf Pankoke (tr), Susanne Paul (vc), Gregor Schwellenbach (b)
- die Schauspieler Nina El Karsheh, Jule Kracht, Cristián Lehmann-Carrasco, Matthias Neukirch, Diederik Peeters, Otto Schnelling, Hartmut Schories, Arndt Schwering-Sohnrey, Anne Tismer, Kirstin Warnke, Claudia Wiedemer, Gerd Zinck, Fabian Gerhardt, Christian Grashof, Thorsten Merten, Kathleen Morgeneyer und Anke Sevenich
- die Szenographen, Audio- und Videodesigner Marc Bangert, Hannah Groninger, Constanze Fischbeck, Daniel Kötter, Jan Meybek, Thomas Seelig, Lothar Solle und Natalie Zehnder
- die Regisseure und Dramaturgen Julian Klein, Nina Claassen, Julia Gerlach, Philipp Ruch und andere.

### Partnerensemble: Dorky Park
Seit 2004 arbeitet die Gruppe A Rose Is regelmäßig mit der Tanzcompagnie Dorky Park der Choreographin Constanza Macras zusammen. Die erste Zusammenarbeit war die Produktion Big in Bombay (Berliner Festspiele/Schaubühne am Lehniner Platz).